# Església de la Sang (Palma)
L'església de l'Anunciació, coneguda popularment com a església de la Sang, és una església gòtica de Palma. És una edificació d'una sola nau, de gran amplada i amb capelles entre els contraforts amb volta de creueria.
Els seus orígens van lligats a la creació de l'Hospital General, que es construí amb la intenció d'unificar tots els hospitals de la ciutat. L'any 1456, Alfons el Magnànim va acceptar la unificació dels hospitals de la ciutat de Palma, per a proporcionar millors cures i serveis als malalts, i aquesta tasca es va encomanar al prior de Valldemossa, Bartomeu Catany. Dins l'església es conserva el cos de Bartomeu Catany, que morí el 1462, en una vitrina en els murs de l'església que només es pot veure el dia de Tots Sants, per a retre-li homenatge. El 1458, el Papa Calixt III donà permís per l'edificació de l'Hospital General. Llavors, els hospitals servien per curar «el cos i l'ànima», de manera que també era necessari construir un temple.

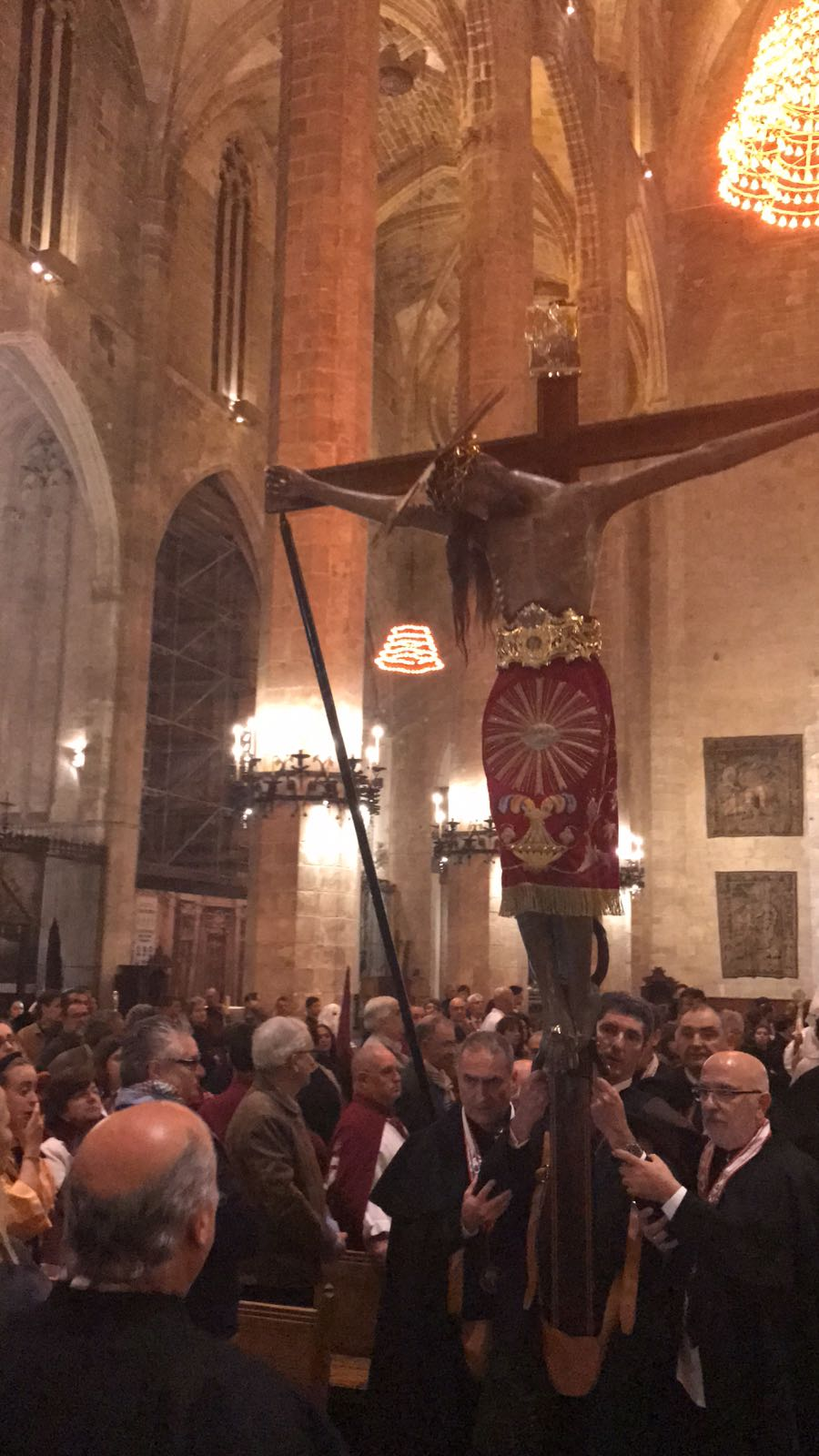
Imatge del Crist de la Sang

La capella més coneguda i popular de l'edifici és la del Sant Crist de la Sang, que es va fer construir el 1552 per acollir la imatge del Sant Crist de la Sang, que representa la crucifixió de Jesús de Natzaret. Aquesta imatge és de les més venerades a Palma, juntament amb la imatge de la Mare de Déu de la Salut, patrona de la ciutat. La Processó del Sant Crist de la Sang, el Dijous Sant, surt cada any de l'església de la Sang d'ençà del segle xvi, i és organitzada per la confraria de la Sang.
Una altra de les obres més preuades de l'església és un betlem napolità d'estil gòtic, que pertany a la Sang de 1746 ençà, com a ofrena d'un capità per haver sobreviscut al naufragi on portava aquest betlem.